# Crescent City (Illinois)
Crescent City es una villa ubicada en el condado de Iroquois en el estado estadounidense de Illinois. En el Censo de 2010 tenía una población de 615 habitantes y una densidad poblacional de 471,14 personas por km².

## Geografía
Crescent City se encuentra ubicada en las coordenadas 40°46′19″N 87°51′23″O / 40.77194, -87.85639. Según la Oficina del Censo de los Estados Unidos, Crescent City tiene una superficie total de 1.31 km², de la cual 1.31 km² corresponden a tierra firme y (0%) 0 km² es agua.

## Demografía
Según el censo de 2010, había 615 personas residiendo en Crescent City. La densidad de población era de 471,14 hab./km². De los 615 habitantes, Crescent City estaba compuesto por el 98.86% blancos, el 0.16% eran afroamericanos, el 0.33% eran amerindios, el 0.33% eran asiáticos, el 0% eran isleños del Pacífico, el 0% eran de otras razas y el 0.33% pertenecían a dos o más razas. Del total de la población el 1.14% eran hispanos o latinos de cualquier raza.